# Victor Barnowsky

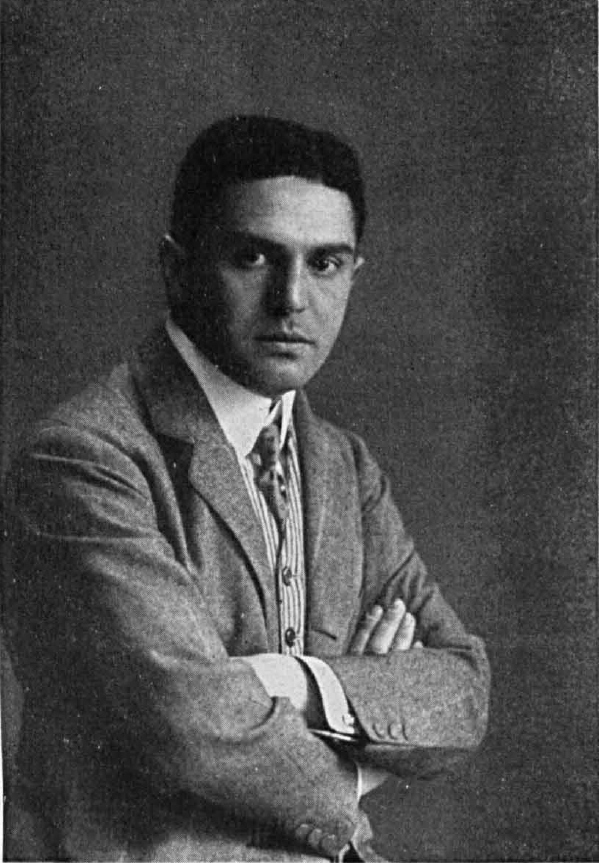
Victor Barnowsky, 1908

Victor Barnowsky (* 10. September 1875 in Berlin; † 9. August 1952 in New York City; gebürtig Isidor Abrahamowsky; auch in der Schreibweise Barnowski) war ein deutscher Schauspieler, Theaterregisseur und bedeutender Theaterleiter. Zu den Berliner Bühnen, die er zeitweilig leitete, zählen das Kleine Theater Unter den Linden, das Lessingtheater, das Deutsche Künstlertheater, das Theater in der Königgrätzer Straße (Hebbel-Theater), das Komödienhaus am Schiffbauerdamm und die Tribüne.

## Leben
Barnowsky erhielt seine künstlerische Ausbildung bei Arthur Kraußneck. Sein Debüt gab er 1893 am Berliner Residenztheater als jugendlicher Charakterdarsteller. Es folgten Wanderjahre in der Provinz, dann kehrte er wieder nach Berlin zurück, wo er auf der Bühne oft den eleganten Bonvivant verkörperte.
Im September 1905 übernahm er von Max Reinhardt die Leitung des Kleinen Theaters Unter den Linden. Er brachte dort Stücke von Frank Wedekind, George Bernhard Shaw, Maxim Gorki (Kinder der Sonne, Feinde), Arthur Schnitzler (Professor Bernhardi), Gerhart Hauptmann (Michael Kramer, mit Albert Steinrück in der Titelrolle) und Lew Tolstoi (Und das Licht scheint in der Finsternis, mit Friedrich Kayßler) zur Aufführung.
1913 wurde er als Nachfolger von Otto Brahm Leiter des Lessingtheaters. Hier gab er seinen Einstand mit Henrik Ibsens Peer Gynt mit Kayßler in der Titelrolle. Weitere hier gespielte Stücke waren Shaws Pygmalion, wobei er selbst Regie führte wie auch bei der Aufführung von Leonce und Lena, ferner Woyzeck, Simson von Wedekind, Liliom, Iphigenie auf Tauris und August Strindbergs Nach Damaskus.
1915 übernahm Barnowsky zusätzlich die Leitung des Deutschen Künstlertheaters. Seine erste Aufführung an dieser Bühne war Egmont mit Albert Bassermann. Dann veränderte er den Charakter der Bühne, indem er hier vorwiegend Komödien mit Komikern wie Max Adalbert und Curt Goetz realisierte.
Im Lessingtheater dagegen bot er weiterhin ambitionierte Dramen wie Georg Kaisers Hölle Weg Erde (1920) und dessen Von morgens bis mitternachts (1921), Strindbergs Königin Christine (1922, mit Elisabeth Bergner) und dessen Rausch (1923, mit Fritz Kortner), Was ihr wollt und Wie es euch gefällt (1923, beide mit Bergner), sowie auch hier Hauptmanns Michael Kramer (1923, mit Eugen Klöpfer).
1924 gab Barnowsky die Leitung der beiden Theater auf und übernahm 1925 das Theater in der Königgrätzer Straße. Hier inszenierte er selbst Don Juan und Faust von Grabbe (mit Rudolf Forster, Kayßler und Kortner), Shaws Zurück zu Methusalem (mit Tilla Durieux, Forster und Theodor Loos) und Georg Kaisers Zweimal Olivier (1926, mit Alexander Moissi). 1930 wurde das Haus in „Theater in der Stresemannstraße“ umbenannt. Vorübergehend kontrollierte Barnowsky auch das Komödienhaus am Schiffbauerdamm, die Tribüne und ab 1928 die „Gruppe Junger Schauspieler“, so dass seine Bühnen zusammenfassend „Barnowsky-Bühnen“ genannt wurden.
In einer Festschrift zu Barnowskys 25. Bühnenjubiläum hob Dramaturg und Herausgeber Julius Berstl im Frühjahr 1930 besonders hervor, dass Barnowsky als „Privatunternehmer, dem materielle Unterstützungen nie zur Verfügung gestanden haben, durch eigene Kraft ein kulturelles Werk von Bestand und Wert geschaffen“ habe.
Die „Machtergreifung“ der Nationalsozialisten führte zum abrupten Ende seiner Arbeit. Er emigrierte 1933 und kam über Österreich und verschiedene europäische Staaten schließlich 1937 in die USA, wo er eine Lehrtätigkeit für Dramaturgie und Schauspielkunde übernahm.

## Selbstverständnis und Spielplan
Günther Rühle resümierte, dass Barnowskys Talent mit den selbstgestellten Zielen gewachsen sei: „Über die Hälfte seiner Spielpläne hat er selbst inszeniert. Er war stolz, der wahre Otto Brahm zu sein, fühlte sich und gab sich auch so. Er achtete darauf, dass Ibsen in seinem Theater immer anwesend war. ‚Nora‘, ‚Baumeister Solneß‘, ‚Wenn wir Toten erwachen‘. […] Barnowsky mischte seine Spielpläne unvergleichlich breiter als Brahm.“ Auch habe Barnowsky mit seinem Spürsinn für das literarisch Pikante gern gängige Stücke ausgewählt oder solche, die er gängig machen konnte wie George Bernard Shaws Pygmalion oder Franz Molnars Liliom. Eine Übersicht über die wichtigsten Inszenierungen unter Barnowskys Direktion am Kleinen Theater (1905–1913), am Lessingtheater (1913–1924) und am Theater in der Königgrätzer Straße (1925–1930) enthält: Julius Berstl (Hrsg.): 25 Jahre Berliner Theater und Victor Barnowsky. Gustav Kiepenheuer, Berlin 1930, S. 85–104.